# Catrina Hoogsaet
Catrina Hoogsaet (Amsterdam, 1607 - aldaar, 1685), ook Trijn Jans genoemd, was een doopsgezinde vrouw, die zich na het faillissement van Rembrandt van Rijn door hem liet portretteren. Haar portret is in particulier bezit.

## Biografie
Hoogsaet was een dochter van de kompasmaker Jan Dircksz Hoogsaet (Nieuwe Niedorp, 1577 - Amsterdam, circa 1618) en van Femmetje Jansdr. Brandaris  (1577-ca. 1624). Haar grootvader was de doopsgezinde vermaner Dirck Pietersz van Nierop, stichter van de groepering de Jonge Friezen, later opgenomen in de groep die Waterlanders werden genoemd. Haar vader heeft zijn naam Van Nierop veranderd in Hooghsaet. Hoogsaet was driemaal gehuwd. Negen jaar na het overlijden van haar eerste echtgenoot, Pieter Claesz. Croon (ook Creen) met wie zij in 1627 was getrouwd, hertrouwde zij in 1637 met de karmozijnverver, lakenkoper en doopsgezind predikant Hendrick Jacobsz. Rooleeuw. De scheiding van haar tweede echtgenoot baarde in de kring van de doopsgezinde groepering veel opzien. Het echtpaar werd uitgesloten van het avondmaal en voerde diverse processen met elkaar, hetgeen in hun kring nogal opzienbarend was. Pas na tien jaar en na haar schuldbekentenis zou Hoogsaet weer toegelaten worden. Na het overlijden van Rooleeuw hertrouwde ze in 1673 met de chirurgijn Jan Schildt, die luthers was. Uit geen van deze drie huwelijken werden kinderen geboren. Hoogsaet was niet onbemiddeld, zoals uit een opgesteld testament bleek. Uiteindelijk overleefde haar derde echtgenoot haar en erfde als universeel erfgenaam al haar bezittingen.

## Portret
Hoogsaet werd in 1657 door Rembrandt geportretteerd. Het portret is tijdens het Rembrandtjaar 2006 uitgeleend geweest aan het Rijksmuseum. Het portret bevindt zich in het Penrhyn Castle in Gwynedd (Wales). Vijftig jaar daarvoor, in 1956, was het schilderij te zien op de tentoonstellingen in het Rijksmuseum te Amsterdam en in het Museum Boijmans Van Beuningen te Rotterdam, ter gelegenheid van de herdenking van de geboorte van Rembrandt. In 2001 werd het schilderij getoond tijdens de tentoonstellingen Rembrandt's Women in de National Gallery of Scotland in Edinburgh en in de Royal Academy of Arts te Londen. Ook tijdens de tentoonstelling ‘Late Rembrandt’ in 2014-2015 in Londen en Amsterdam was het werk te zien.
In 2007 heeft het Rijksmuseum een poging gedaan het schilderij aan te kopen, maar 34 miljoen euro bleek niet voldoende. In 2015 heeft de Britse overheid het portret van groot esthetisch en historisch belang bestempeld. Er wordt geen exportvergunning gegeven.